# Senseo
Senseo er et registreret varemærke for en kaffemaskine og kaffebrygningssystem udviklet af hollandske Philips og Douwe Egberts. Senseo fremhæver at deres kaffebrygningssystem er nærmest revolutionerende, samt at det bygger på to grundlæggende innovative ideer, nemlig de plader der anvendes til at holde kaffepuden, og dets unikke design. Senseo fremhæver selv, at der ligger ca. 10 års forskning bag kaffesmagen og bag udvikling af selve kaffemaskinens funktionalitet.

## Smagsvarianter
Netop fordi kaffebrygningssystemet er så specielt (og er begrænset til Senseo) findes der også kun få varianter af kaffe, som systemet kan anvende, nemlig Senseos egne kaffepuder. De almene smagsvarianter systemet omfatter er: Mild, Medium og Sort. Senseo hævder selv, at kaffe-blandingerne i puderne varierer i de lande, hvor systemet er udbredt.

## Anvendelse
Senseoen fungerer først og fremmest ved at man fylder en tank op med vand. Herefter placeres en kaffepude, med den ønskede smag og styrke i en lille beholder, hvorefter man trykker på Start-knappen, og maskinen begynder at varme op. Herefter placeres en eller to kopper, og man trykker på en af to knapper, der fylder hhv. en eller to kopper op. Denne enkelhed gør maskinen mere som en form for kaffeautomat, end en egentlig typisk kaffemaskine. Senseoen er også væsentligt hurtigere til at brygge end en alm. kaffemaskine. En typisk kop kaffe er efter opvarmning lavet på mindre end tyve sekunder.